# Sant Jaume de Gavàs
Sant Jaume de Gavàs és una església romànica i renaixentista del segle xii-XIII, situada al municipi de Bissaürri, dins de la Franja de Ponent a la comarca de la Ribagorça a l'indret conegut com a Gavàs.
La seva planta és una nau i absis cilíndric i capelles laterals, amb un campanar en torre quadrada de dos pisos. La portalada és renaixentista tardana (1658).
El seu estat és descuidat.